# Mechowo (powiat pyrzycki)
Mechowo – wieś w Polsce położona w województwie zachodniopomorskim, w powiecie pyrzyckim, w gminie Pyrzyce.
W latach 1975–1998 miejscowość należała administracyjnie do województwa szczecińskiego.

## Zabytki
- Kościół św. Michała Archanioła w Mechowie, późnogotycki z początku XVI w. Wieża neogotycka z 1911. We wnętrzu:
  - polichromowany strop z fasetami z lat: 1738-39, odnowiony (przemalowany) w 1937
  - nastawa ołtarzowa, neogotycka z początku XX w.
  - ambona manierystyczna z 1604
  - chrzcielnica późnoromańska; najprawdopodobniej z końca XIII w.
  - płyta nagrobna Petera von Küssow z 1612[4][5]
- park pałacowy, pozostałość po  pałacu[6].

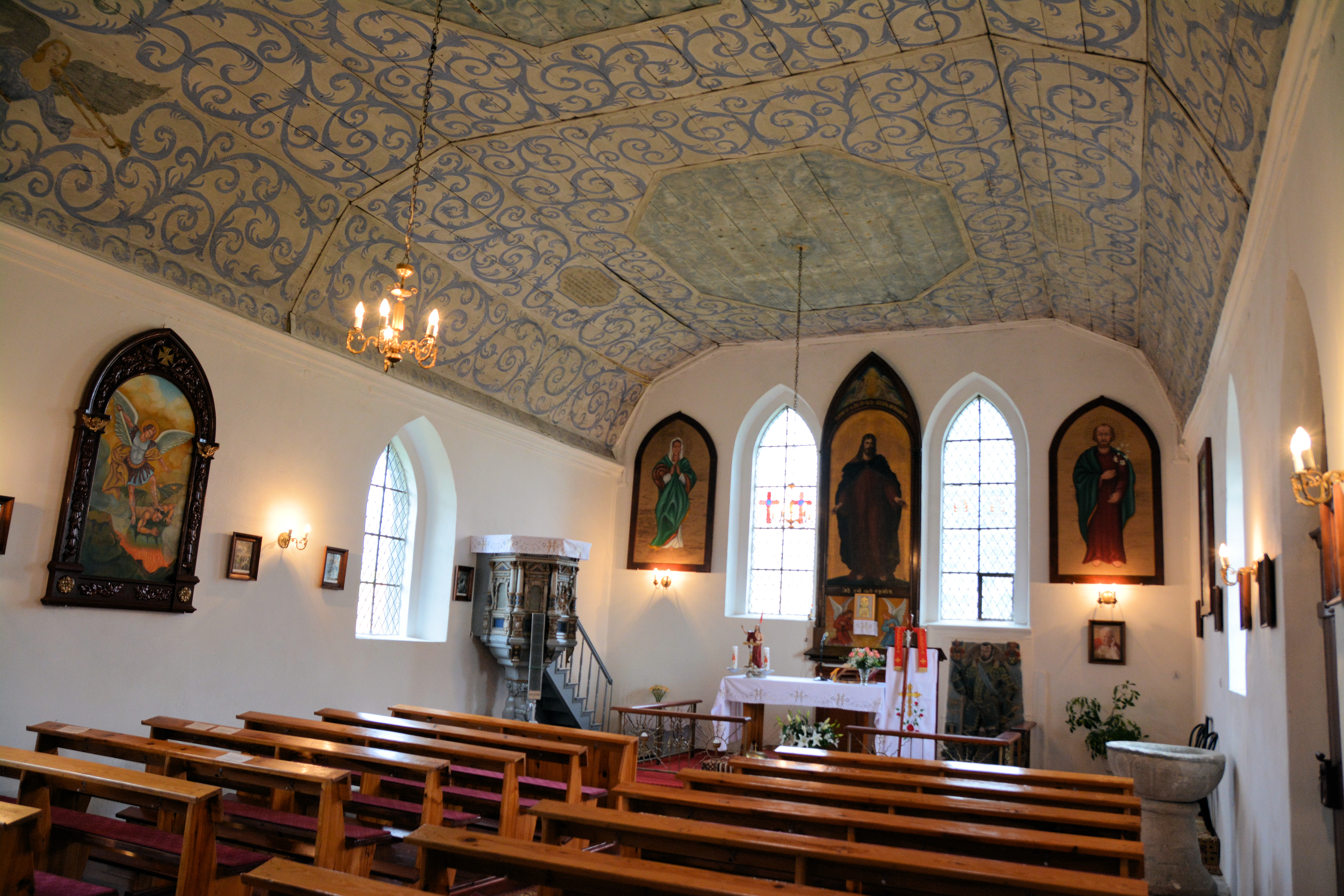
Wnętrze
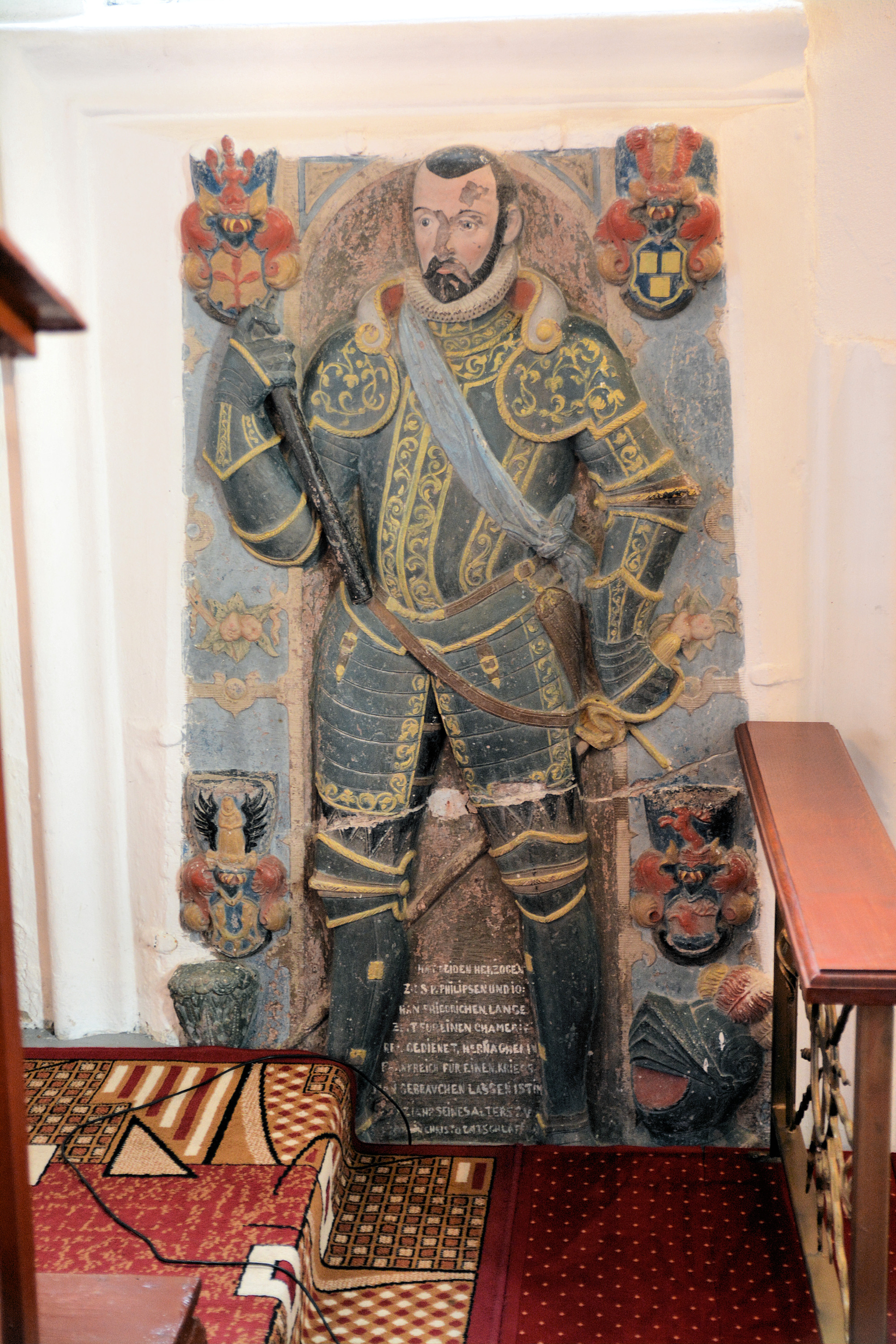
Płyta nagrobna Petera v. Küssow
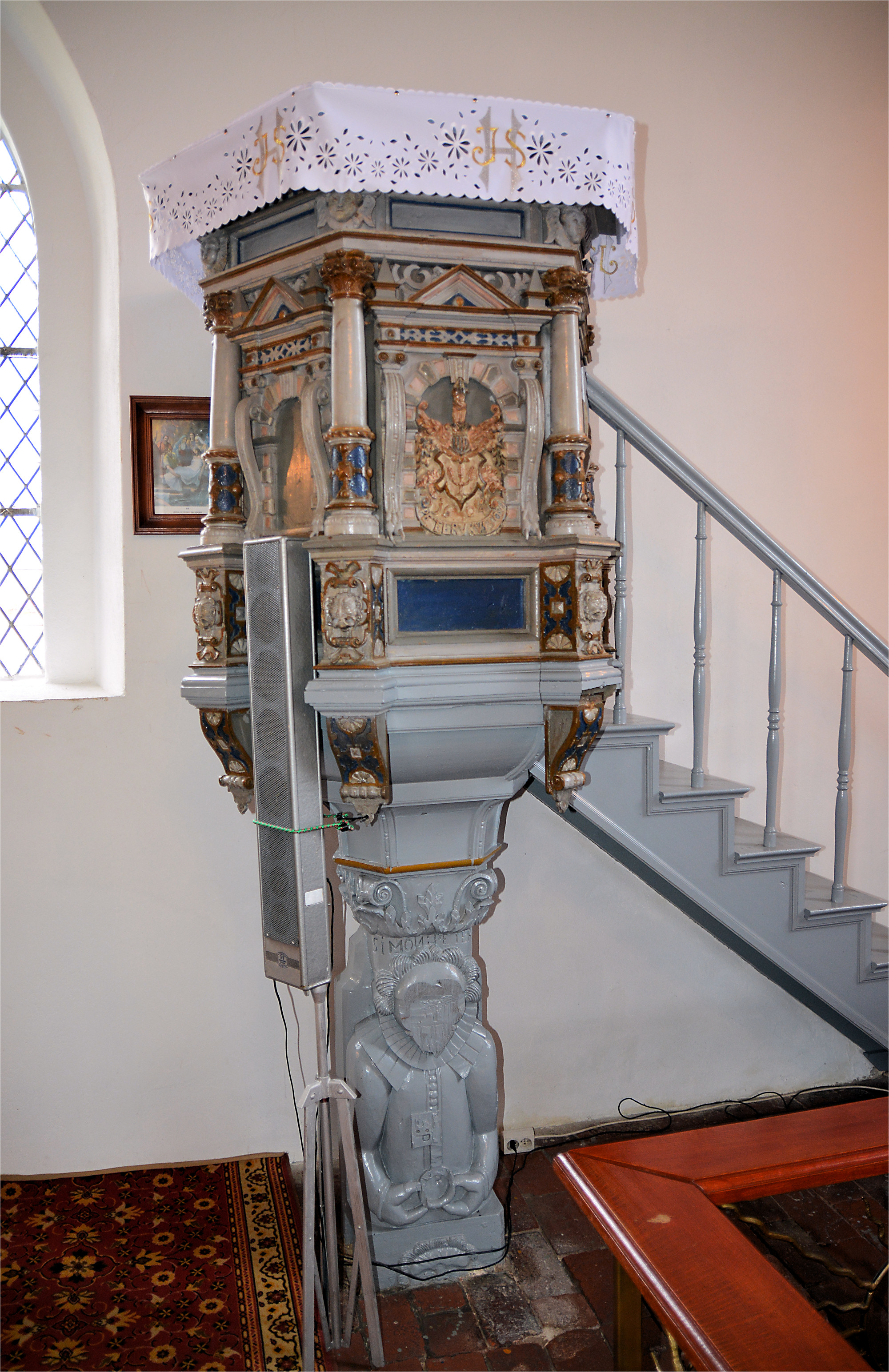
Ambona z herbem, napisem Peter v. Küssow, stopą - św. Piotrem